# Нитсшест
Нитсшест (др.-сканд. níðstang) — у германских племен шест для проклятия врагов. Название происходит от понятия нитс.

## Устройство
Нитсшест представляет собой длинный деревянный шест с головой недавно зарезанной лошади на конце, иногда с накинутой шкурой лошади на шест. Голова животного была обращена в сторону цели. Само проклятие могло быть вырезано рунами на шесте.

## Истории
Применение нитсшеста описано в Сага об Эгиле, где Эгиль Скаллагримссон использовал его, чтобы навести порчу на конунга Эйрика и испугать ландвэттиров Норвегии:
...Эгиль снова поднялся на остров. Он взял орешниковую жердь и взобрался с ней на скалистый мыс, обращенный к материку. Эгиль взял лошадиный череп и насадил его на жердь. Потом он произнес заклятье, говоря:
— Я воздвигаю здесь эту жердь и посылаю проклятие конунгу Эйрику и его жене Гуннхильд, — он повернул лошадиный череп в сторону материка. — Я посылаю проклятие духам, которые населяют эту страну, чтобы они все блуждали без дороги и не нашли себе покоя, пока они не изгонят конунга Эйрика и Гуннхильд из Норвегии.
Потом он всадил жердь в расщелину скалы и оставил её там. Он повернул лошадиный череп в сторону материка, а на жерди вырезал рунами сказанное им заклятье.
Оригинальный текст (др.-исл.)...gekk Egill upp í eyna. Hann tók í hönd sér heslistöng ok gekk á bergsnös nökkura, þá er vissi til lands inn. Þá tók hann hrosshöfuð ok setti upp á stöngina. Síðan veitti hann formála ok mælti svá:

„Hér set ek upp níðstöng, ok sný ek þessu níði á hönd Eiríki konungi ok Gunnhildi dróttningu,“ — hann sneri hrosshöfðinu inn á land, — „sný ek þessu níði á landvættir þær, er land þetta byggva, svá at allar fari þær villar vega, engi hendi né hitti sitt inni, fyrr en þær reka Eirík konung ok Gunnhildi ór landi.“

Síðan skýtr hann stönginni niðr í bjargrifu ok lét þar standa. Hann sneri ok höfðinu inn á land, en hann reist rúnar á stöngina, ok segja þær formála þenna allan. — Сага об Эгиле
Сага о людях из Озёрной Долины свидетельствует, что когда Финбоги не явился на хольмганг, Ойкул, в наказание за трусость Финбоги, соорудил нитсшест из резной мужской головы, насаженной на шест, который он положил в грудь убитой кобылы, положив её голову в сторону жилища Финбоги.

## Современное использование
- В фильме по мотивам англосаксонской истории «Беовульф» нитсшест использовался для мщения Гренделю.
- Некоторые неоязычники размещают на своих сайтах то, что они называют «виртуальный нитсшест»[3], хотя некоторые сооружают и настоящие нитсшесты[4].
- В игре «Ведьмак 3: Дикая Охота» есть квест «Нитинг», который отсылает к этому обряду. Травница Иона наложила проклятие на сына Лотара, используя для этого шест с отрубленной головой лошади на конце и высеченным на нем именем «Тьярла».